# Music for film and tv
Music for film and tv is een compilatiealbum van de Multi-instrumentalist Steve Jolliffe. Het is een verzameling “geluidssnippers” al dan niet gebruikt voor muzikale ondersteuning van films en televisieprogramma’s.
Het album bestaat uit drie compact discs:
1. Sequences, 36 tracks met in totaal 53 minuten muziek
2. Washes, 40 tracks met in totaal 44 minuten muziek
3. Melodies: 64 tracks met in totaal 64 minuten muziek